# Verena Hanshaw
Verena Aschauer (født 20. januar 1994) er en østrigsk fodboldspiller, der spiller som forsvarer for SC Freiburg i den tyske Bundesliga. Hun har tidligere spillet for USC Landhaus Wien i den østrigske Frauenliga, Herforder SV og Cloppenburg.